# 盧泰燁
盧泰燁（韓語：노태엽，1998年2月8日—），韓國男演員。

## 演出作品

### 電視劇
- 2009年：MBC《一枝梅歸來》
- 2011年：KBS《公主的男人》飾演 朝鲜端宗
- 2012年：SBS《五指》飾演 洪宇振（少年）
- 2013年：MBC《Drama Festival－少年，再次遇見少女》飾演 Joseph
- 2014年：SBS《沒關係，是愛情啊》飾演 張載範（少年）
- 2014年：MBC《傲慢與偏見》飾演 具東致（少年）
- 2017年：OCN《隧道》 飾演 穆振宇（青年）

### 電影
- 2011年：《Link》
- 2012年：《與犯罪的戰爭：壞家伙的全盛時代》

## 外部連結
- NAVER